# 吴廷琰访问澳大利亚

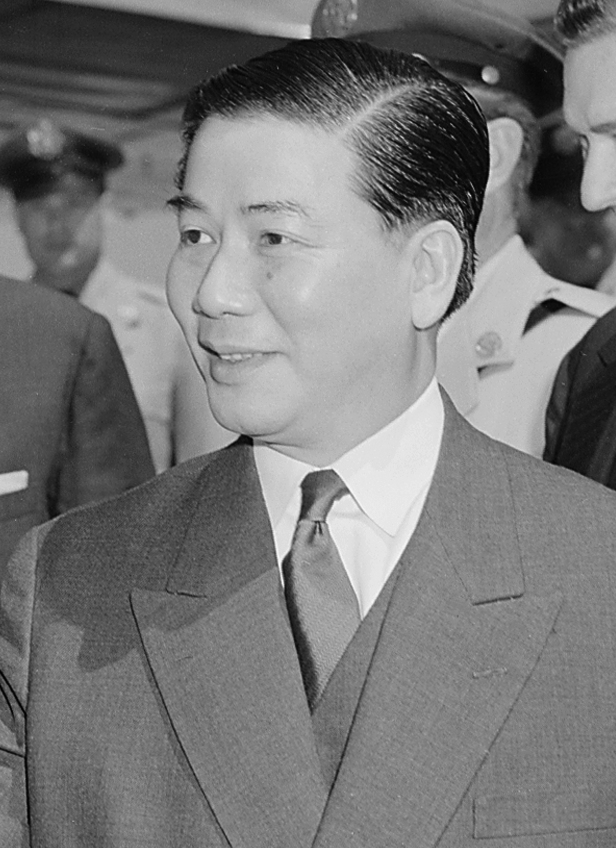
吴廷琰曾于1957年访问澳大利亚和美国

1957年9月2日至9日，越南共和国首任总统吴廷琰正式访问澳大利亚，他还在这年正式访问了包括美国在内的多个反共国家。与美国之行相同，吴廷琰在冷战高峰期间的到访得到热烈而奢华的迎接，时任总理、澳大利亚自由党创立者罗伯特·孟席斯和在野反对党澳大利亚工党都给予他高度评价。
吴廷琰在澳大利亚国会讲话，并获颁圣米迦勒及圣乔治勋章，澳大利亚公民当时仍属英籍人士，这种勋章则是当时非英籍人士能够获得的最高荣誉之一。访澳期间，吴廷琰大部分时间都是在公众场合露面，没有与澳大利亚领导人开展实质性政治对话。媒体一律赞颂他，称他是南越成功、充满魅力、民主和正义的领导人，对他的专制、操控选举及各种腐败行为视而不见。澳大利亚天主教领袖和媒体对这位南越国家首脑更是另眼相看。身为在南越属少数的天主教徒和南越首席大主教的弟弟，吴廷琰在国内极力奉行有利于教友的政策。他给予天主教堂土改豁免，还让教友获得更多的援助和职务升迁机遇，甚至默许天主教准军事组织攻击在全国人口中占绝对多数的佛教徒。
吴廷琰的到访标志着南越和澳大利亚的关系达到新的阶段，但随着时间的推移，他开始失去外国盟友的支持，他们批评他独断专行的统治和宗教偏见。到1963年遇害时，吴廷琰的支持者已寥寥无几。澳大利亚此后曾在反共斗争中派兵支援南越，但到了20世纪60年代，澳大利亚工党开始同情北越，反对越战扩大化，原本站在同一立场的两党因此分道扬镖。工党之后不再支持南越，并且掌权后也拒绝南越难民进入澳大利亚，但在1975年政治立场属中间偏右的自由党-国家党联盟重新掌权后，大量越南难民还是得以进入该国避难。

## 背景
1933年，身为虔诚天主教徒的吴廷琰获得任命，成为保大帝下属的越南内务大臣。但由于法国殖民者不会让越南有任何具有实际意义的自治权，他辞去大臣职位，成为一介平民。第二次世界大战期间，大日本帝国攻下印度支那，但又在1945年被盟军击败，印度支那因此出现权力真空。由胡志明领导的共产主义越南独立同盟会为追求越南独立而斗争，法国则希望通过建立以保大帝为首，与法兰西联盟联合的越南国来重新取得殖民地主控权。吴廷琰是坚定的反共主义者和民族主义者，他既反对越南独立同盟会，也反对法国殖民者，为此他试图发展新的运动，但成绩甚少。由于法国人和共产党都对他抱有敌意，吴廷琰觉得人身安全难以保障，于是从1950年开始流亡海外。接下来的4年里，他辗转赴美国和欧洲争取支持，梵蒂冈官员和美国的天主教政治家更是他特别关注的对象。吴廷琰的二哥吴廷俶是越南极具声望的天主教神职人员，还曾在数十年前师从多位梵蒂冈高级官员深造，这成为吴廷琰成功取得大量支持的重要原因。
1954年，法国在奠边府战役落败，多国代表在同年召开的日内瓦会议上决定把法属印度支那分为两个国家。越南独立同盟会取得越南民主共和国的控制权，北纬17度以南的地区则属越南国。越南国没有在日内瓦会议达成的协定上签字，这份协定上还呼吁在1956年举行统一选举。保大帝任命吴廷琰出任首相，希望能借此在法国退出东南亚之际吸引到美国的支持。但是，吴廷琰通过选举舞弊废黜保大帝，宣布成立越南共和国并自命为总统。由于这时冷战正如火如荼地展开，包括美国在内的多个国家都对吴廷琰表示支持。但是，他拒绝举行全国性大选，声称胡志明会操纵北方的选举，但他却是通过同样手段废黜保大帝。

## 会面和仪式
1957年9月2日，吴廷琰抵达堪培拉，成为首位到访澳大利亚的外国元首。他曾于这年5月访问美国，澳大利亚则是他访问亚太地区3个反共国家的第2站，离开该国后，他还会在8月到访泰国，之后再访问大韩民国。根据记载，欢迎吴廷琰到来的仪式规模是继1954年伊丽莎白二世到访以来最大的。据专攻越南战争的澳大利亞戰爭紀念館军事史学家彼得·爱德华兹（Peter Edwards）记载，“不管在什么地方，他都作为有身具勇气、信心和远见的男人而受到宴请”。爱德华兹还指出，欢迎吴廷琰的仪式和排场比伊丽莎白二世1954年来访时还要多。
《世纪报》在吴廷琰离开专机后拍下他的照片，称他“个头矮小但引人注目，身穿宝蓝色丝绸外套和白色长裤，头戴黑色官帽”。澳大利亚总督威廉·斯利姆爵士和总理罗伯特·孟席斯到场迎接，现场鸣炮21响，并且有澳大利亚皇家空军的战斗机仪仗队从上空飞过来向客人致敬。吴廷琰前往堪培拉的邓特伦皇家军事学院参观，并为一队正在接受军官训练的澳大利亚学员阅兵。吴廷琰告诉这些学员，他们都是“自由世界的同志”，会帮助保护志同道合的盟国。
吴廷琰此次来访的核心部分是在澳大利亚国会联席会议上讲话，澳大利亚众议院议员和澳大利亚参议院议员均予出席。在演讲结束后的议会正式午餐会上，孟席斯召集现场议员三次向吴廷琰欢呼。在野工党领袖伊瓦特博士也加入其中，宣称南越已经取得和平、稳定和民主。
吴廷琰接下来又先后到达悉尼和墨尔本，在两地都受到仪仗队和21响鸣炮的礼遇，他抵达机场时有大批市民聚集欢呼，之后车队在街头经过时也是如此。吴廷琰离开堪培拉两天，前去参观维多利亚州的大型水力发电项目雪山计划。
到访澳大利亚期间，吴廷琰的大部分时间都是在与天主教领袖会谈，所以没有花多少时间与澳大利亚官员就国防和政策展开蹉商。他之前曾放出信号，表示有意在此次访问期间讨论国防事务，但此意图并未兑现。访问结束时，吴廷琰和孟席斯发表双边声明，宣布他们会加大科伦坡计划的规模，这一计划旨在为亚洲学子提供前往西方国家留学的机会。不过，声明在反共方面只是大致性地表示澳大利亚支持南越，没有什么具体的内容。吴廷琰此前曾表示，如果北越南侵，他会派越南共和国陆军登陆红河三角洲来报复，但这样的作战方案与东南亚条约组织的空袭方案互相衝突，根据马尼拉条约的规定，该组织承诺会向南越提供保护。澳大利亚政府虽然在公开声明中表示支持南越，但却从未告知吴廷琰有关东南亚条约组织计划的细节。
访问结束时，孟席斯授予吴廷琰爵级大十字圣米迦勒及圣乔治勋章，这是当时非英籍人士能够获得的最高荣誉之一。孟席斯表示，吴廷琰此行标志着“澳大利亚从此将与吴廷琰及其国家的利益和存亡公开且毫无限制地联系在一起”，这样的承诺最终会发展成澳大利亚向南越对抗越南共产党提供军事援助。

## 媒体反响和支持
澳大利亚媒体在报道中一致赞扬吴廷琰，普遍把他呈现为融勇气、无私和智慧于一身的领导人。《悉尼晨锋报》称赞吴廷琰是“新亚洲最卓越的人之一……充满威严的同时又有自由主义原则”。《时代》（The Age）将他与中华民国的蒋中正和韩国的李承晚相比，3人领导的国家都在分裂后与共产党分庭抗礼。《时代》指出，吴廷琰在道德角度给人的感觉并不像另外两人那样“模棱两可”，同时他更加“清廉，有（更）强烈的爱国心”，并且“亚洲领导人这种直言不讳和充满勇气的态度值得重视”。《堪培拉时报》（The Canberra Times）指出，吴廷琰的到访恰逢外长理查德·凯西前去参加马来亚独立庆典。澳大利亚此前曾支持马来亚与共产主义做斗争，并帮助该国取得最终的胜利，《堪培拉时报》将马来亚和南越相比，预测南越也会取得成功，因为“领导人是靠民众支持获得权力”。澳大利亚媒体也像该国的政治家一样，对吴廷琰统治中的现实和包括威权主义作派在内的消极方面视而不见。在媒体的渲染下，吴廷琰绝对是民心所向，而且非常民主，但他实际上却是通过由兄弟操纵1955年公投废黜保大帝来成功总统，此后的统计数据表明，吴廷琰在南越首都西貢获得的支持票数，竟然比该市选民总数还要多33%。吴廷琰的家族政权经常涉及腐败、操纵选举，还会任意逮捕反对派人士。澳大利亚媒体同样没有提及，南越经济很大程度上依赖于美国主导的商业进口方案，并且该国的土地改革已经失败。
澳大利亚主流媒体称，吴廷琰是位态度和善、充满魅力的领导人，与民众间有良好互动。《先驱报》（Herald）刊有他吃奶酪和检查植物园中树叶的照片。报上还报道称，吴廷琰与科林伍德（Collingwood）公共住宅村的一位小男孩成为朋友，还与留学墨尔本大学的越南学子一起饮茶，其中的女性学生身着传统越式旗袍。与之形成鲜明对比的是，历史学家普遍认为吴廷琰为人孤傲，会与他人保持距离，很少会离开总统府，与民众走到一起，他还会举行军事游行，独自站在空旷的看台前，标榜自己手中掌握的权力。

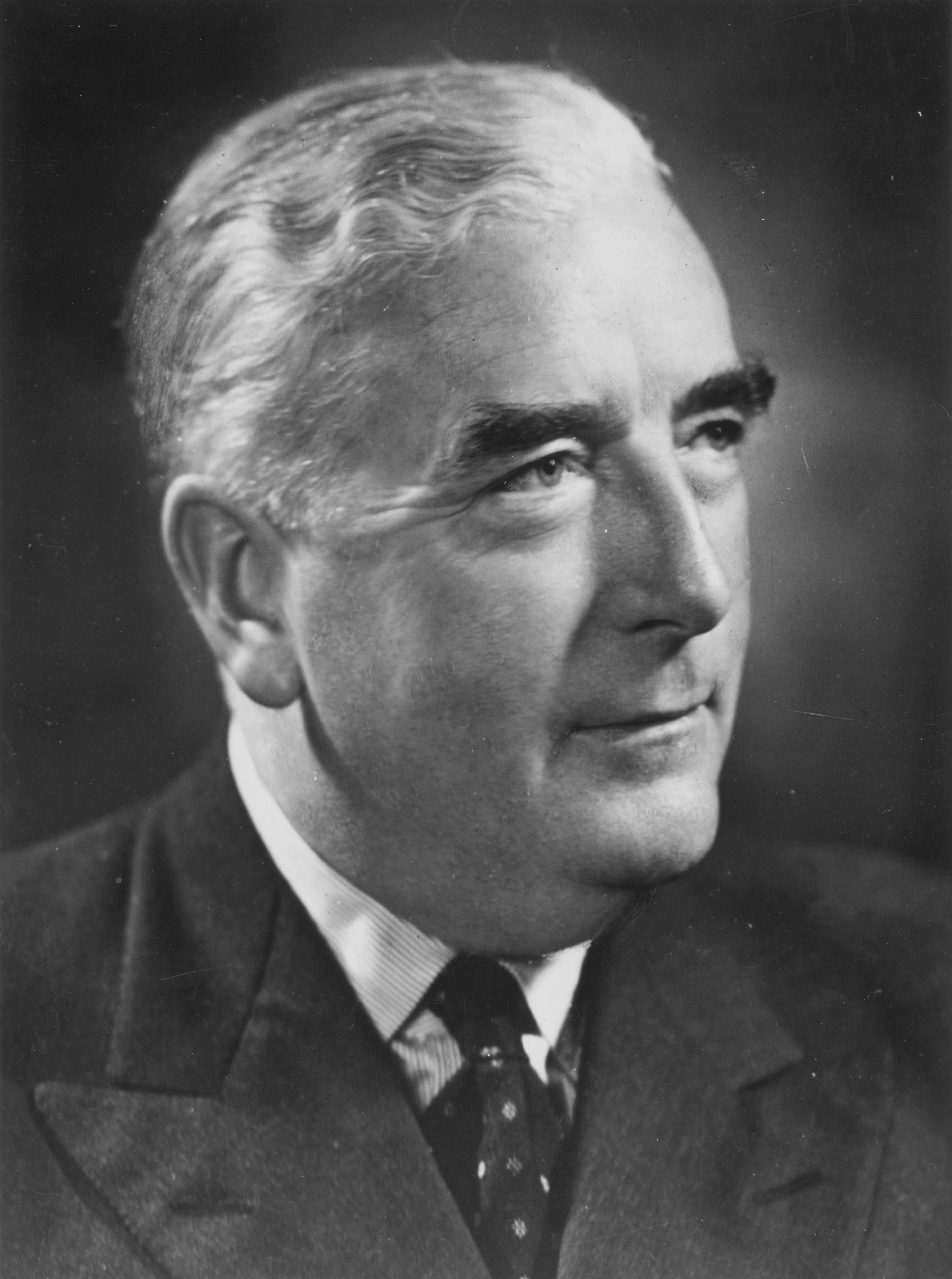
担任澳大利亚总理长达18年半的罗伯特·孟席斯曾向吴廷琰授勋，并在午餐会上与带领其他议员向客人喝彩。

澳大利亚天主教媒体对吴廷琰的支持最为坚定。南越人口中佛教徒占绝对多数，但吴廷琰却是天主教徒，与梵蒂冈关系密切，并且正是在梵蒂冈的帮助下掌权。成为南越领导人以前，他曾于20世纪50年代初在美国一所神学院师从枢机主教弗兰西斯·斯贝尔曼。吴廷琰的哥哥吴廷俶大主教是越南最有声望的天主教人物，之前还曾与斯贝尔曼一起在罗马学习和研究。斯贝尔曼被普遍认为是美国最具实力的天主教人物，他帮助吴廷琰在美国政治家、特别是天主教政治家中争取支持。1957年，吴廷琰将越南奉献予圣母马利亚，并以天主教教义人格主义作为统治基础。他的弟弟吴廷瑈组建秘密且专制的人民劳动革命党，为吴廷琰提供地下网络支持的同时，还提供警察国家机构保护他的统治，许多职位较高的公务员和军官都是该党成员。罗马天主教会是南越最大的土地业主，但吴廷琰还在土地政策方面给予优惠。教会拥有的土地无需在土改中接受再分配，相比之下，佛教寺庙的建设受到限制，军队和民事职位的提升机遇也是天主教徒优先。一些天主教神父甚至拥有私人军队，部分地区还会有强制转教、抢劫、炮击并拆除佛塔等事情发生。
《天主教周刊》称吴廷琰是“他的国家抵抗赤色（指共产主义）猛攻的救星……是位有着极大勇气和坚定道德操守、并且也拥有足够智慧的殷切爱国者”。该报还盛赞吴廷琰与天主教之间的联系，指出吴廷俶曾与时任悉尼大主教诺曼·托马斯·吉尔罗伊（Norman Thomas Gilroy）一起在梵蒂冈求学。
民主工党的非正式领袖和领导人鲍勃·圣马里亚（Bob Santamaria）对吴廷琰取得的成绩和对天主教的支持推崇备至，民主工党本是澳大利亚主要社会民主党、政治立场中间偏左的澳大利亚工党中的天主教派系，但在20世纪50年代麦卡锡恐怖盛行期间因认为澳大利亚工党对共产主义太过宽容而与之分离。孟席斯愿意极力支持吴廷琰的原因也在于此，不但可以赢得民主工党的进一步支持，而且还能突出左翼反对派中存在的分歧。
吴廷琰的来访促使澳大利亚天主教徒、特别是民主工党的支持者对南越产生更为浓厚的兴趣。他们把南越视为亚洲和梵蒂冈的反共据点，并因此成为越南战争的坚定支持者。圣马里亚的心腹，耶稣会教士哈罗德·莱勒（Harold Lalor）也曾与吴廷俶在罗马深造。吴廷琰在行程中先后同澳大利亚首位枢机主教吉尔罗伊、以及圣马里亚和墨尔本大主教丹尼尔·曼尼克斯（Daniel Mannix）会面，后两人都对吴廷琰有高度评价。曼尼克斯是当时澳大利亚最有权势的人之一，对澳大利亚政坛有很大的影响力。

## 影响
吴廷琰在1957年的外交访问获得了热烈的回应，但是，澳大利亚对南越却日益感到不满。随着时间的推移，澳大利亚和美国的媒体开始更多地关注他独断专行的统治和宗教偏见，特别是在1963年佛教徒危机爆发、以及释广德标志性的自焚之后。经过6个月的内乱，吴廷琰于1963年在政变中被杀，并且这时仍然支持他的外国盟友已是寥寥无几。西贡确认新的领导班子后，对抗共产党的战争升级，澳大利亚派出地面部队——其中还有应征入伍的军人——支持南越，但20世纪50年代一度形成的两党合作也瓦解冰消。中间偏左的澳大利亚工党开始同情共产党，党魁亚瑟·卡尔韦尔在1967年南越总理阮高祺来访前强烈谴责对方是“法西斯独裁者”和“屠夫”，阮高祺当时还是越南共和国空军司令和军政府首脑。这次访问引起了许多争议，但还是取得了成功。虽然部分媒体和公众对阮高祺有敌对情绪，但他的应对仍然卓有成效。然而，随着战争的破坏性变得越来越强，死亡人数日积月累，澳大利亚国内的反战情绪也相应增长。彼得·爱德华兹和副手吉姆·凯恩斯（Jim Cairns）曾引领多场大规模反战抗议活动。1972年，以反战为纲领的工党赢得联邦大选，爱德华·高夫·惠特兰将澳大利亚國防軍撤出战场并承认越南民主共和国，这反过来又让他赢得选举。1975年4月西贡陷落后，惠特兰开始拒绝南越难民前来避难。由马尔科姆·弗雷泽领导的澳大利亚自由党谴责惠特兰的做法，并在上台后重新允许大批南越难民定居澳大利亚。

## 脚注
1. 1 2 3 4 5 6 7 8 9 10 11 12 13 14 15  Ham, p. 57.
2. 1 2  Jacobs, pp. 100–104.
3. ↑  Jacobs, pp. 20–21.
4. ↑  Karnow, p. 231.
5. ↑  Jacobs, p. 22.
6. ↑  Jacobs, p. 23.
7. ↑  Jacobs, p. 25.
8. ↑  Jacobs, pp. 26–33.
9. ↑  Karnow, p. 233.
10. ↑  Jacobs, p. 37.
11. ↑  Jacobs, pp. 40–42.
12. ↑  Karnow, p. 235.
13. ↑  Jacobs, pp. 38–39.
14. ↑  Karnow, p. 234.
15. ↑  Jacobs, p. 85.
16. 1 2  Karnow, p. 239.
17. ↑  Jacobs, pp. 98–99.
18. ↑  Edwards (1997), p. 24.
19. 1 2 3  Torney-Parlicki, p. 210.
20. 1 2 3  Edwards (1992), p. 194.
21. 1 2 3 4 5  Edwards (1992), p. 195.
22. 1 2 3  Duncan, p. 341.
23. 1 2 3 4 5 6  Edwards (1992), p. 197.
24. ↑  Torney-Parlicki, p. 211.
25. 1 2  Edwards (1992), pp. 195–197.
26. ↑  Jacobs, p. 95.
27. ↑  Tucker, pp. 288–293.
28. ↑  Edwards (1992), pp. 197–198.
29. ↑  Halberstam, p. 19.
30. ↑  Halberstam, pp. 20–21.
31. ↑  Jacobs, pp. 27–32.
32. ↑  Jacobs, pp. 86–88.
33. ↑  Jacobs, pp. 91–96.
34. ↑  Warner, p. 210.
35. ↑  Fall, p. 199.
36. ↑  Edwards (1997), p. 45.
37. ↑  Duncan, pp. 125, 170.
38. ↑  Jacobs, pp. 135–145.
39. ↑  Karnow, pp. 300–315.
40. ↑  Prochnau, pp. 309, 316–320.
41. ↑  Jones, p. 269.
42. ↑  Jacobs, p. 149.
43. ↑  Hammer, p. 145.
44. ↑  Karnow, pp. 318–325.
45. ↑  Karnow, pp. 323–330.
46. ↑  Edwards (1997), pp. 83–85.
47. ↑  Edwards (1997), pp. 141–142.
48. ↑  Edwards (1997), pp. 143–146.
49. ↑  Edwards (1997), pp. 270–282.
50. ↑  Edwards (1997), pp. 314–316.
51. ↑  Edwards (1997), pp. 317–320, 325–326.
52. ↑  Edwards (1997), pp. 332–335.
53. ↑  Edwards (1997), p. 336.
54. ↑  Jupp, pp. 723–724, 732–733.